# Migración Colombia
Migración Colombia es la autoridad migratoria de Colombia. Es la entidad responsable de monitorear y llevar a cabo el control migratorio en el marco de la soberanía nacional y de conformidad con la ley.

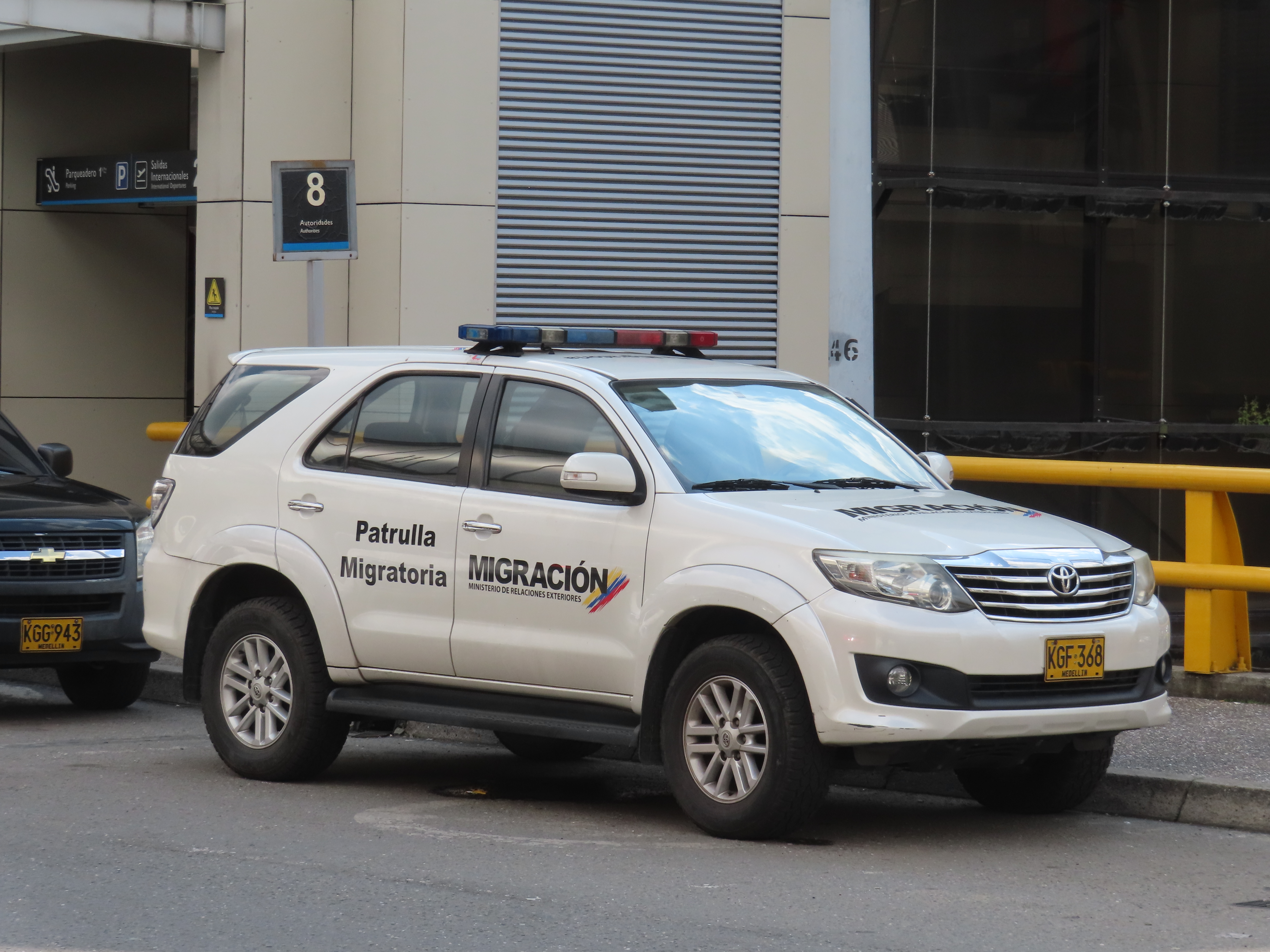
Patrulla Migratoria de Migración Colombia

## Historia
El 31 de octubre de 2011, el gobierno de Colombia expidió el Decreto 4057, por el cual se suprime el Departamento Administrativo de Seguridad (DAS), se reasignan unas funciones y se dictan otras disposiciones. A través de ese Decreto, se trasladaron las funciones de control migratorio de nacionales y extranjeros y los registros de identificación de extranjeros a una unidad adscrita al Ministerio de Relaciones Exteriores, denominada Unidad Administrativa Especial Migración Colombia. La nueva entidad fue creada mediante el Decreto 4062 de 2011.